# Carmine Tommasone
Carmine Tommasone (Avellino, 30 marzo 1984) è un pugile italiano, campione italiano ed europeo nella categoria dei pesi piuma professionisti.
Con l'apertura ai professionisti del torneo di pugilato olimpico, per la prima volta nella sua carriera riesce ad ottenere il pass per le olimpiadi di Rio de Janeiro 2016. Tommasone è anche il primo pugile professionista italiano a partecipare alle olimpiadi.